# Litauisches Staatliches Symphonieorchester

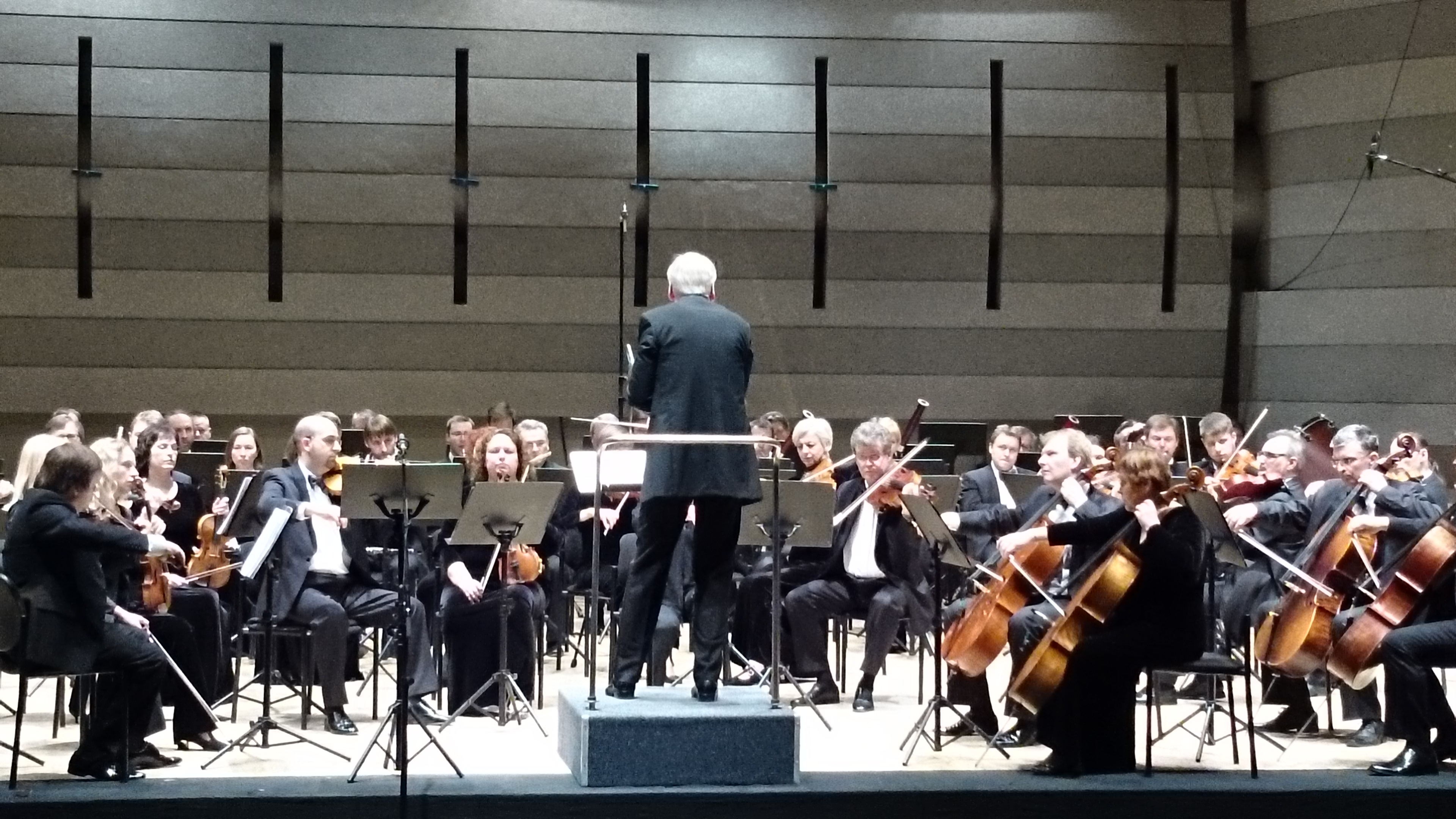
Orchester mit Gintaras Rinkevičius

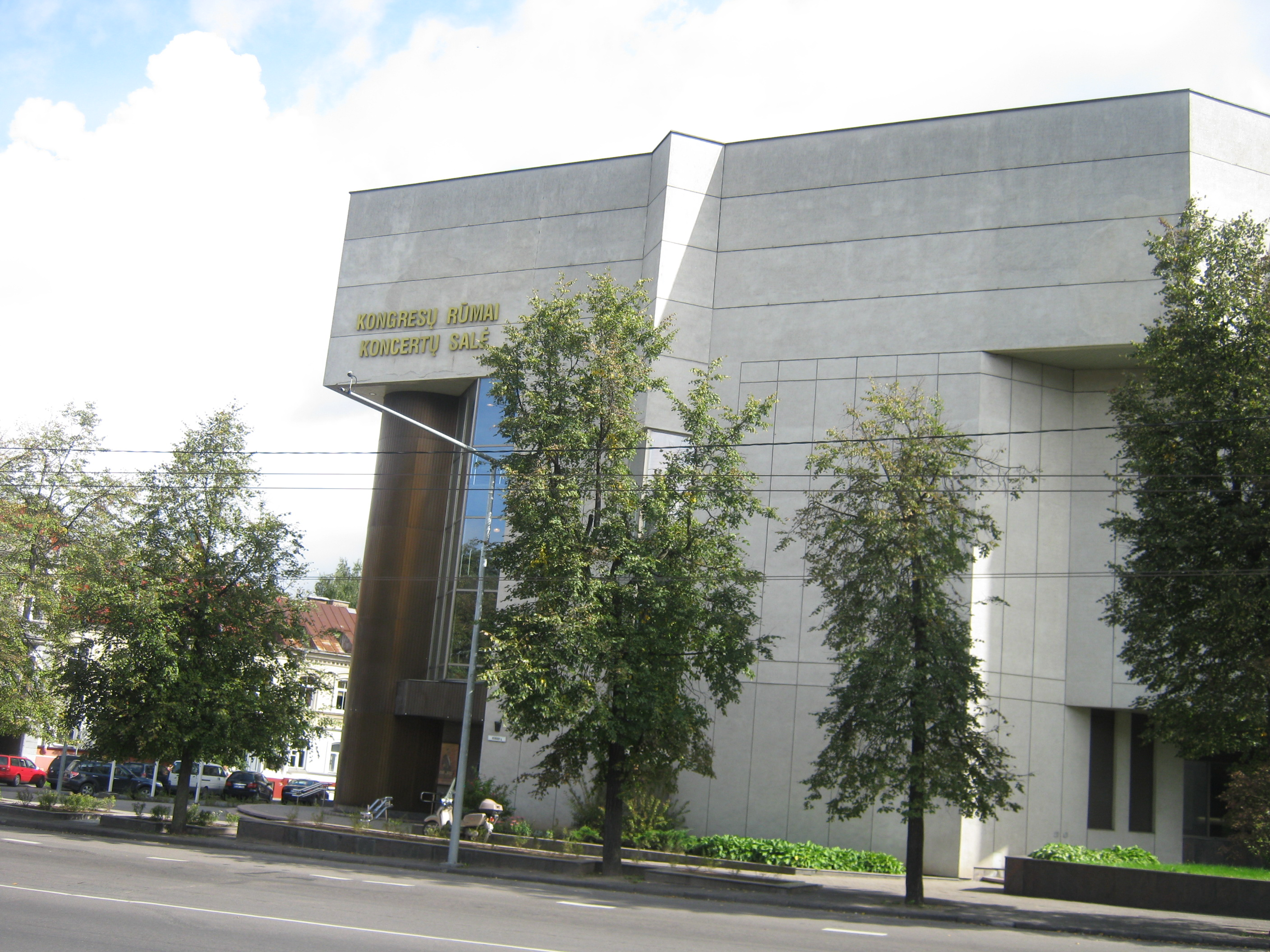
Kongresų rūmai, das Konzerthaus von LVSO

Das Litauische Staatliche Symphonieorchester (lit. Lietuvos valstybinis simfoninis orkestras, LVSO) ist ein 1988 als Jugendsymphonieorchester (lit. Jaunimo simfoninis orkestras)  gegründetes  Orchester in Vilnius (Litauen). Das erste Konzert fand am 30. Januar 1989 statt. Den aktuellen Namen erhielt das Orchester 1992. Das Konzerthaus von LVSO ist Kongresų rūmai.
In Konzerten musizierten die Pianisten Povilas Stravinskas, Petras Geniušas, Mūza Rubackytė und Nikolai Petrow, die Geiger Raimundas Katilius, Sergej Stadler und Wiktor Tretjakow, der Cellist David Geringas, die Sänger Virgilijus Noreika, Violeta Urmana, Sergej Larin, Donny Montell sowie die Chöre Staatschor Kaunas, Knabenchor Ąžuoliukas, Gabrow-Kinderchor, Chor „Lettland“, Jugendkammerchor von Baden-Württemberg.

## Dirigenten
Gründer, Chefdirigent und Künstlerischer Leiter ist Gintaras Rinkevičius (* 1960).
Dirigenten waren Jonas Aleksa, Algis Lukoševičius, Viesturs Gailis, Ravil Martynov, Veronika Dudarowa, Jurijus Simonovas, Fuat Mansurow, Hugo Reiner, Modestas Pitrėnas, Marc Tardue und andere.